# Julius Jucikas
Julius Jucikas (Šilutė, 20 ottobre 1989) è un cestista lituano.

## Biografia
È il fratello maggiore di Matas Jucikas, anch'egli cestista.

## Palmarès
- Campionato lettone: 1

Ventspils: 2017-18
- Lega Baltica: 2

Šiauliai: 2013-14, 2014-15